# Werner Scholl
Werner Scholl (Forchtenberg, 13 novembre 1922 – Mahilëŭ, maggio 1944) è stato un militare tedesco, ricordato come il fratello minore di Hans e Sophie Scholl.

## Biografia
Quinto di sei figli, nacque nel 1922. Suo padre Robert Scholl, un convinto liberale, era il sindaco del paese di Forchtenberg am Kocher. Aveva un anno meno di Sophie Scholl, a cui restò sempre molto legato.
L'11 novembre 1937, a soli quindici anni, venne fermato dalla Gestapo a casa sua, a Ulm, e portato in carcere a Stoccarda sul cassone aperto di un furgone di polizia, insieme alle sorelle Inge e Sophie, nel quadro delle indagini sull'appartenenza del fratello maggiore Hans ad associazioni segrete, insomma sulla sua attività nei gruppi giovanili pre-hitleriani vietati dal regime. Venne rilasciato dopo poche ore, ma fu un bell'avviso ai dissidenti.
Un anno dopo, il 24 maggio 1938, gli venne recapitato un avviso d'imputazione per aver partecipato a un viaggio clandestino del gruppo dei Satelliti, guidato da suo fratello Hans, nel grande Nord, ma si salvò dalla condanna grazie a un'amnistia proclamata dal regime per festeggiare l'Anschluss, l'annessione dell'Austria al Terzo Reich.
Fu l'unico dei cinque fratelli Scholl che entrò nella Gioventù hitleriana per forza e non per convinzione, e che evitò di assumere un ruolo direttivo, e fu anche il primo a uscirne, probabilmente sotto l'influenza del suo amico Otl Aicher. Fu anche il primo a compiere piccoli gesti di aperta opposizione al regime: bendò la statua della giustizia al tribunale di Ulm con una bandiera con la croce uncinata, e fece scoppiare un petardo per disturbare una manifestazione del regime, in entrambi i casi riuscendo a non farsi identificare.
All'esame di maturità non venne ammesso alla cerimonia di consegna dei diplomi perché aveva appoggiato pubblicamente il rifiuto del suo compagno di classe Aicher di iscriversi alla Gioventù hitleriana. Poi cominciò il servizio obbligatorio per il Reich, Biberach  an der Riss, e poi nella Bretagna occupata, a scavare trincee. E poi fu mandato in Russia, dove si venne a trovare nell'avamposto di Gzhatsk, proprio dove era acquartierata l'unità di suo fratello maggiore. A fine ottobre, poco prima che la compagnia degli studenti di medicina facesse ritorno a Monaco di Baviera, parlò per l'ultima volta con Hans libero.
Dalla Russia tornò inaspettatamente in licenza a casa, a Ulm, il 20 febbraio 1943. Due giorni dopo accompagnò i genitori a Monaco nel momento in cui veniva pronunziata la sentenza di morte dal Tribunale del Popolo, presieduto da Roland Freisler. Si spinse in avanti verso Hans e volle stringergli la mano. Gli spuntarono le lacrime agli occhi, ma Hans gli disse: "Non piangere!"
Poi accompagnò i genitori alla visita nel carcere di Monaco-Stadelheim, a quell'incontro con i fratelli che non immaginavano sarebbe stato l'ultimo saluto a Hans e Sophie, poco dopo la pronuncia della condanna a morte, un paio d'ore prima dell'esecuzione della sentenza, non annunciata se non all'ultimo momento ai tre condannati.
Dopo poche settimane, il 12 marzo, dovette tornare sul fronte russo con l'uniforme che gli aveva stirato l'amica di Hans, Traute Lafrenz. Di nuovo in guerra, trovò un po' di conforto leggendo ogni giorno la Bibbia che era appartenuta a Hans, e scrisse "piange in una culla un bambino piccolo, che viene chiamato libertà".
Un anno dopo scomparve in Russia. Ultima segnalazione all'inizio di maggio 1944. Ufficialmente disperso, non si saprà mai se ucciso in combattimento, morto di stenti o malattia, o prigioniero e poi morto in un campo.

## Filmografia
- Die Weiße Rose, regia di Michael Verhoeven (1982).
- La Rosa Bianca - Sophie Scholl (Sophie Scholl - Die letzten Tage), regia di Marc Rothemund (2005).